# Öveds kyrka

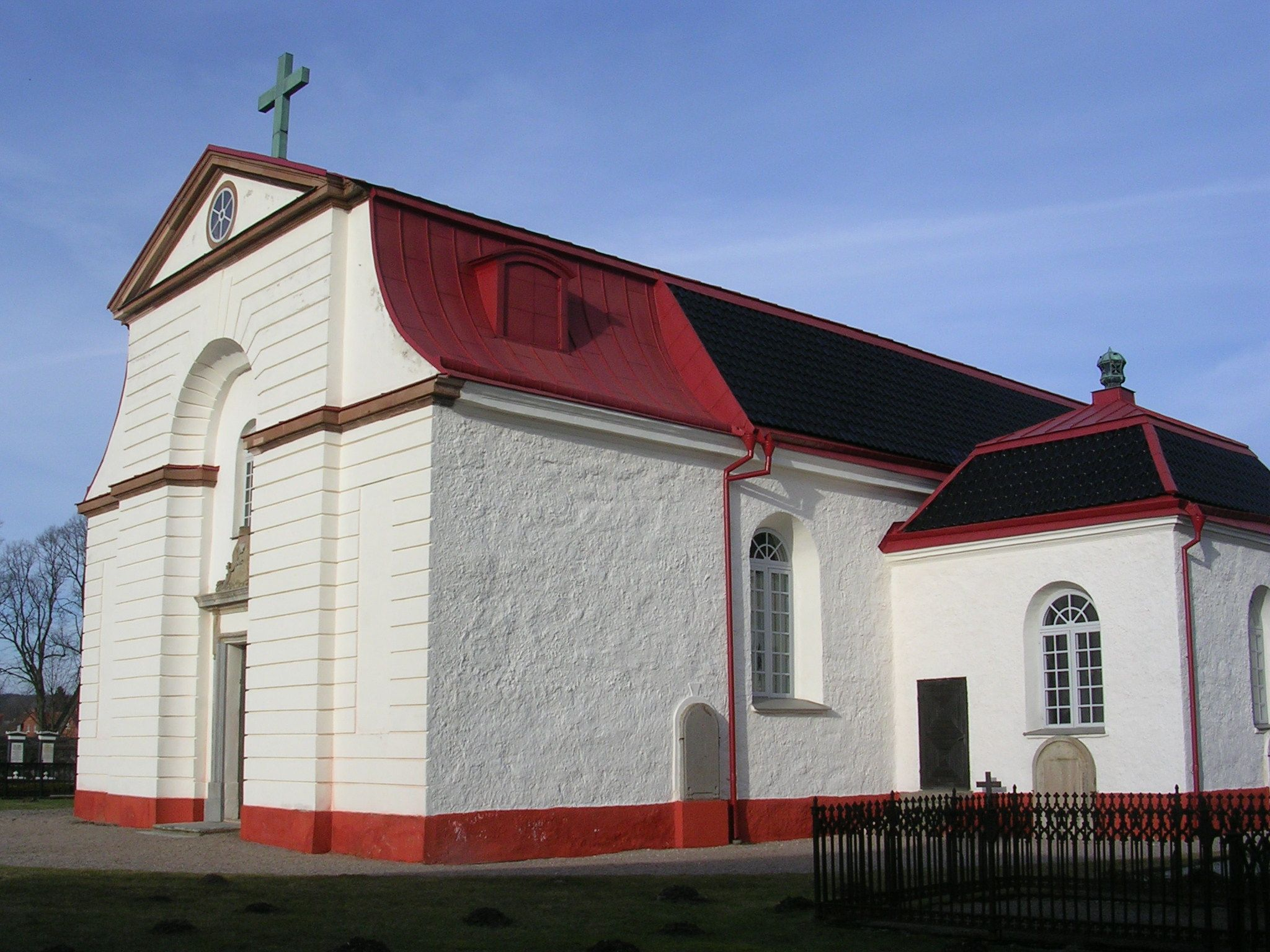
Öveds kyrka från sidan.

Öveds kyrka är en kyrkobyggnad nära Övedsklosters slott i Öveds socken. Den tillhör Vollsjö församling i Lunds stift och var tidigare församlingskyrka i Öveds församling. Kyrkan är en av Sveriges mest utpräglade rokokokyrkor.

## Kyrkobyggnaden

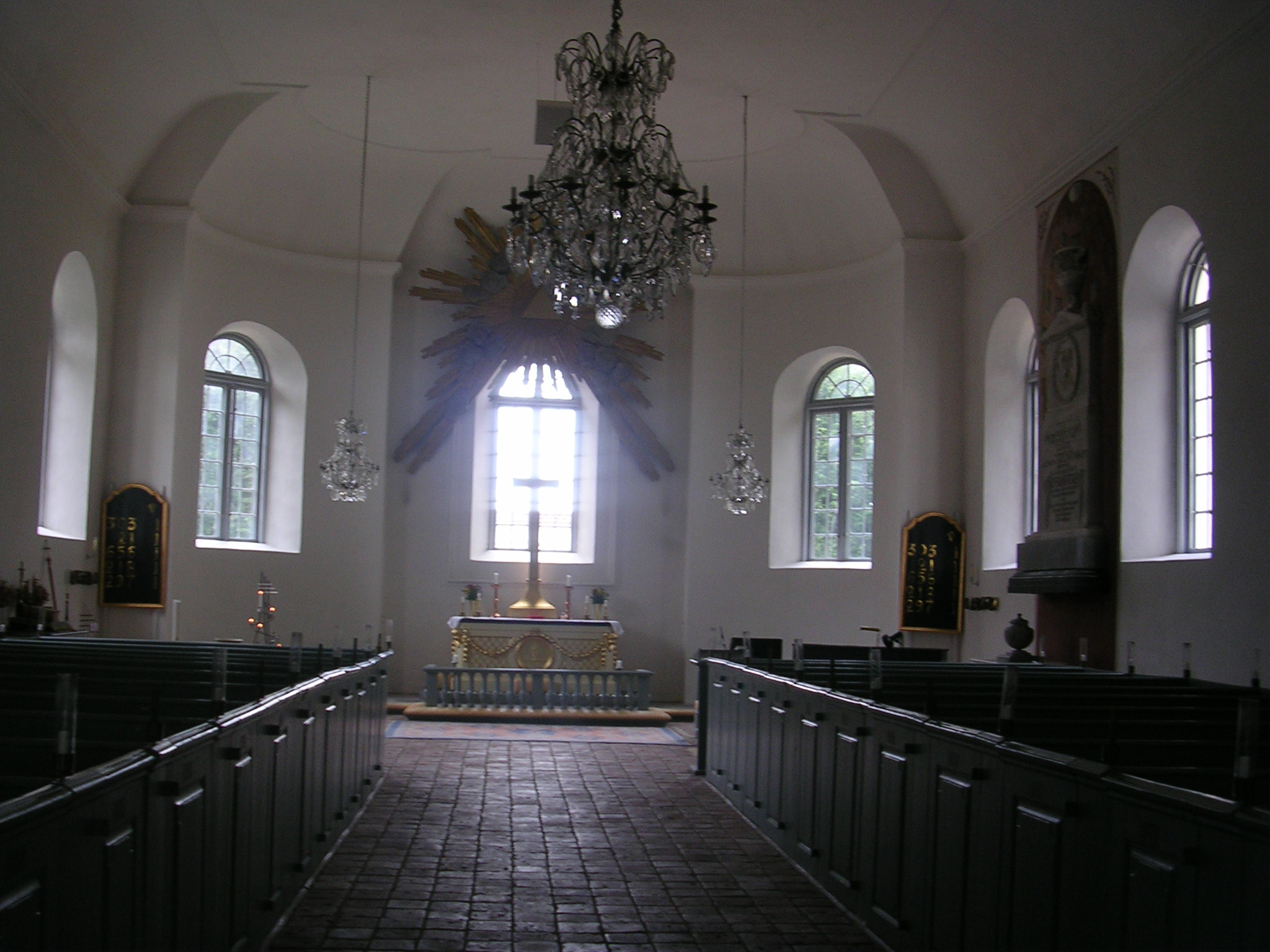
Interiör mot koret

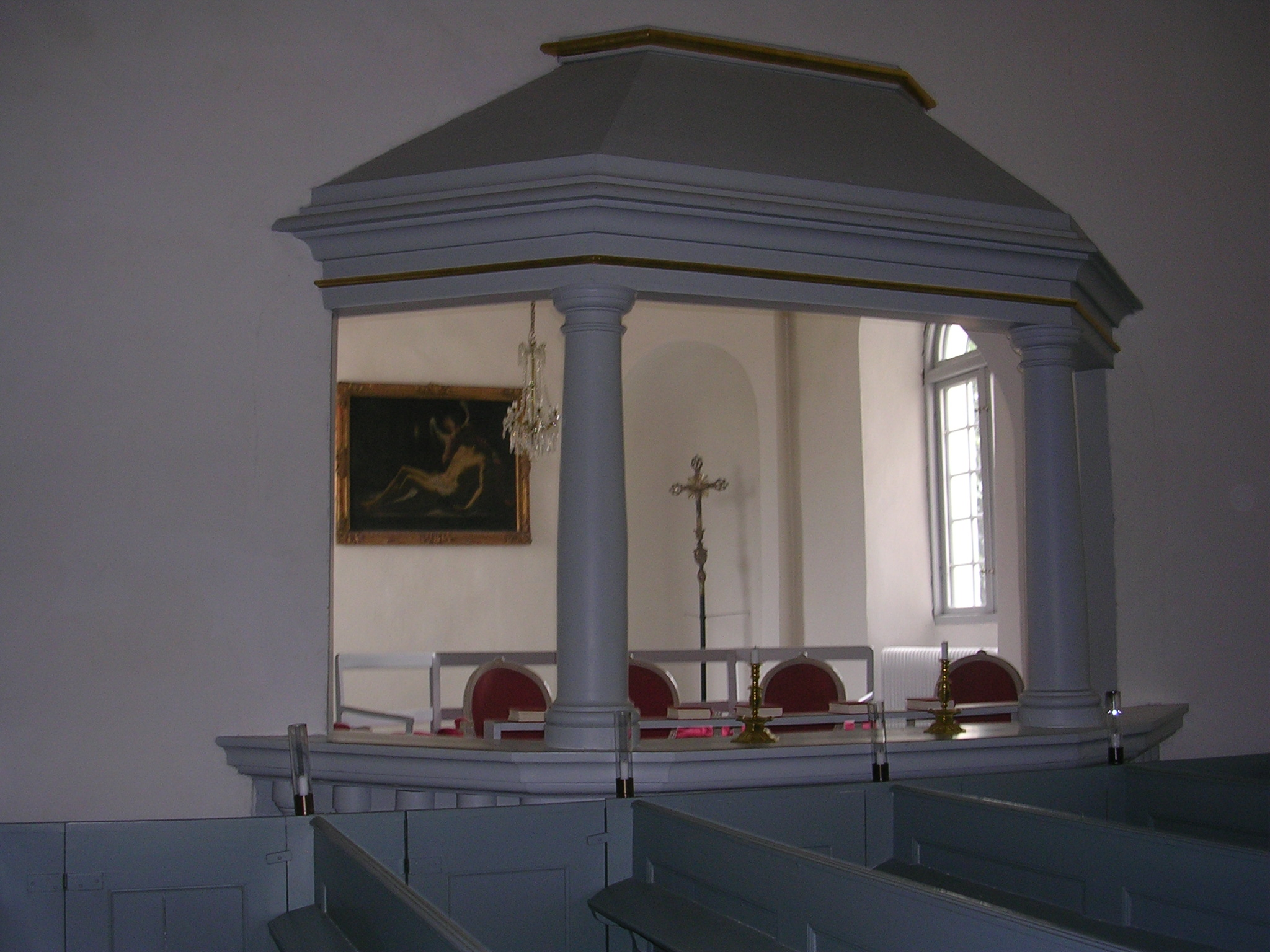
Herrskapsläktare

Nuvarande kyrkan ersatte en romansk kyrka av sten på samma plats.
Kyrkan byggdes i rokokostil 1759-1761 efter att Hans Ramel köpte Övedskloster 1753. Kyrkan ritades, liksom Övedsklosters slott, av Carl Hårleman, som dock dog redan innan köpet var färdigt. Kyrkan invigdes 1761.
Kyrkan är byggd i tegel och saknar torn. Den har två korta korsarmar samt ett kor med rundade hörn. Kyrkan uppfördes under en tid då mycket få kyrkor byggdes i Skåne.
Nya arkitekter efter Hårleman blev Carl Fredrik Adelcrantz och Jean Eric Rehn, som stod för inredningen. Interiört domineras kyrkan av 1700-talsstilen. Kyrkorummet är luftigt och stilrent och inventarierna går i samma stil. 
År 1807 upprättar arkitekt Olof Tempelman ett förslag till läktare med kopplade räfflade toskanska pelare, mittparti med blomstergirlander och änglahuvuden och till orgelfasad med högre mitturell med glob och kors, lägre yttertureller med brinnande oljelampor och över mellanfälten skulpterade bladkransar med palmkvistar och musikinstrument. Läktare och orgelfasad utförs enligt förslaget. 
I det Lewenhauptska-Ramelska gravkoret på kyrkans norra sida vilar bland annat Hans Ramel med maka. Ovanpå koret finns herrskapsläktaren. På kyrkogården närmast kyrkobyggnaden finns flera ur ätten Ramel begravda. Deras gravstenar är mestadels i vit marmor.
Under 1940-talet gjordes fynd av flera gravhällar och kistor i övedssandsten under kyrkans golv. De hade legat i och utanför den gamla medeltida kyrkan. I övrigt finns mycket få spår kvar av denna.

## Inventarier
- Både altaruppsats och predikstol gjordes till den nya kyrkan. Rehn har ritat predikstolen.
- I herrskapsläktaren finns även en målning inspirerad av den italienske målaren Caravaggio. Målningen är gjord med asfaltsfärger och har därför mörknat med tiden.
- Nattvardskalken tillverkades 1761 av Gustaf Stafhell.
- En kyrkklocka kom från Skartofta kyrka och flyttades till Öveds kyrka efter 1824 efter kungligt beslut då Skartofta och Öveds församlingar numera hade gemensam gudstjänst i Öveds kyrka med gemensam begravningsplats, och Skartofta kyrka inte längre användes. Kyrkklockan var en omgjutning gjord 1806 efter två klockor från 1669 och 1782, den senares omgjuten av Jonas Wetterholtz i Malmö det året. Den senare klockans från 1782 tidigare öde var att den blev nersmält hängande i sin klockstapel vid Skartofta kyrkas tidigare brand 1705 och den nersmälta massan togs om hand och förvarades. (En ny kyrka uppfördes på den nerbrunnas grund 1709 men revs sedan 1839 till förmån för ett skolhus på platsen).[1]

### Orgel

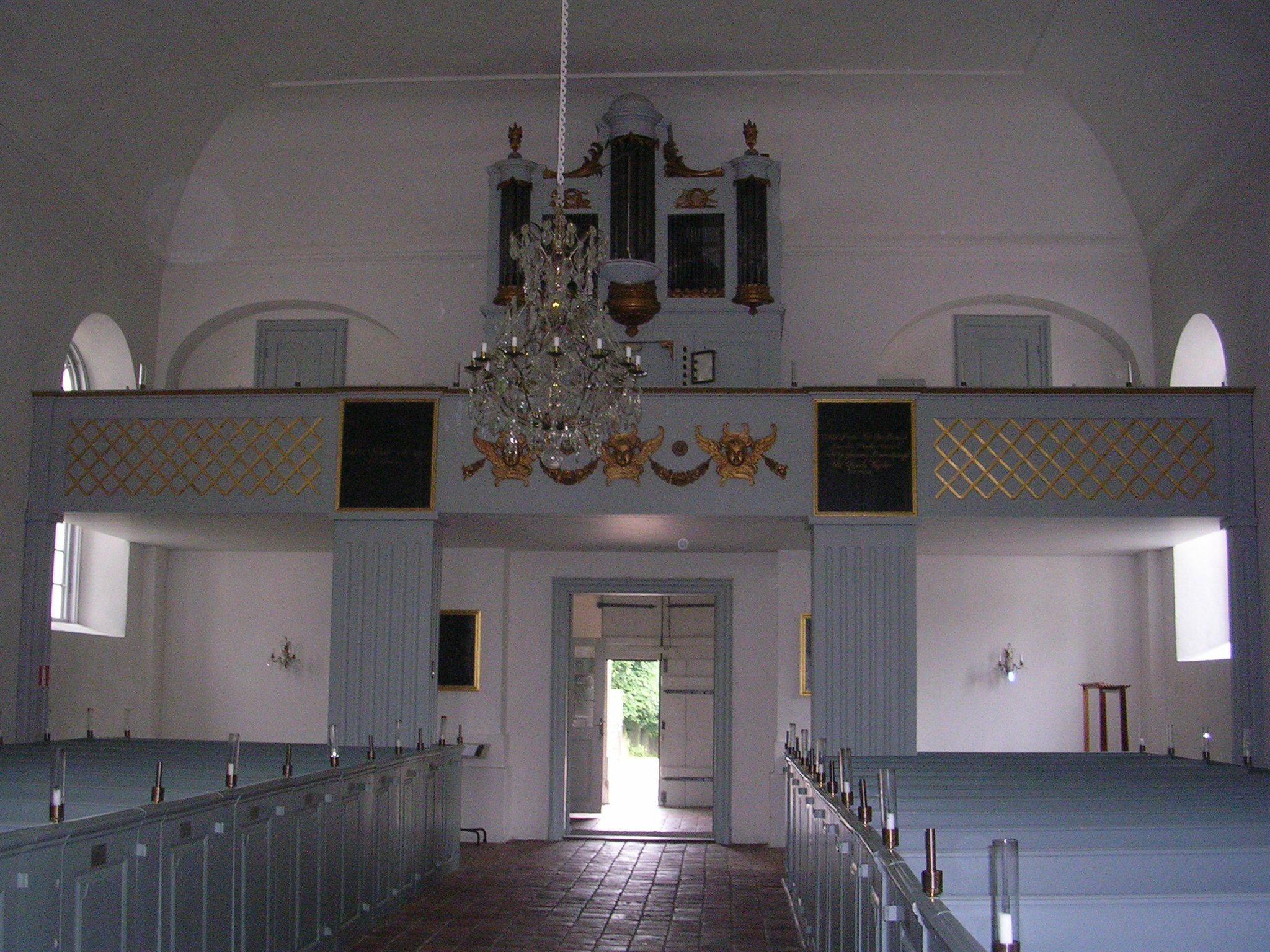
Interiör mot orgelläktaren

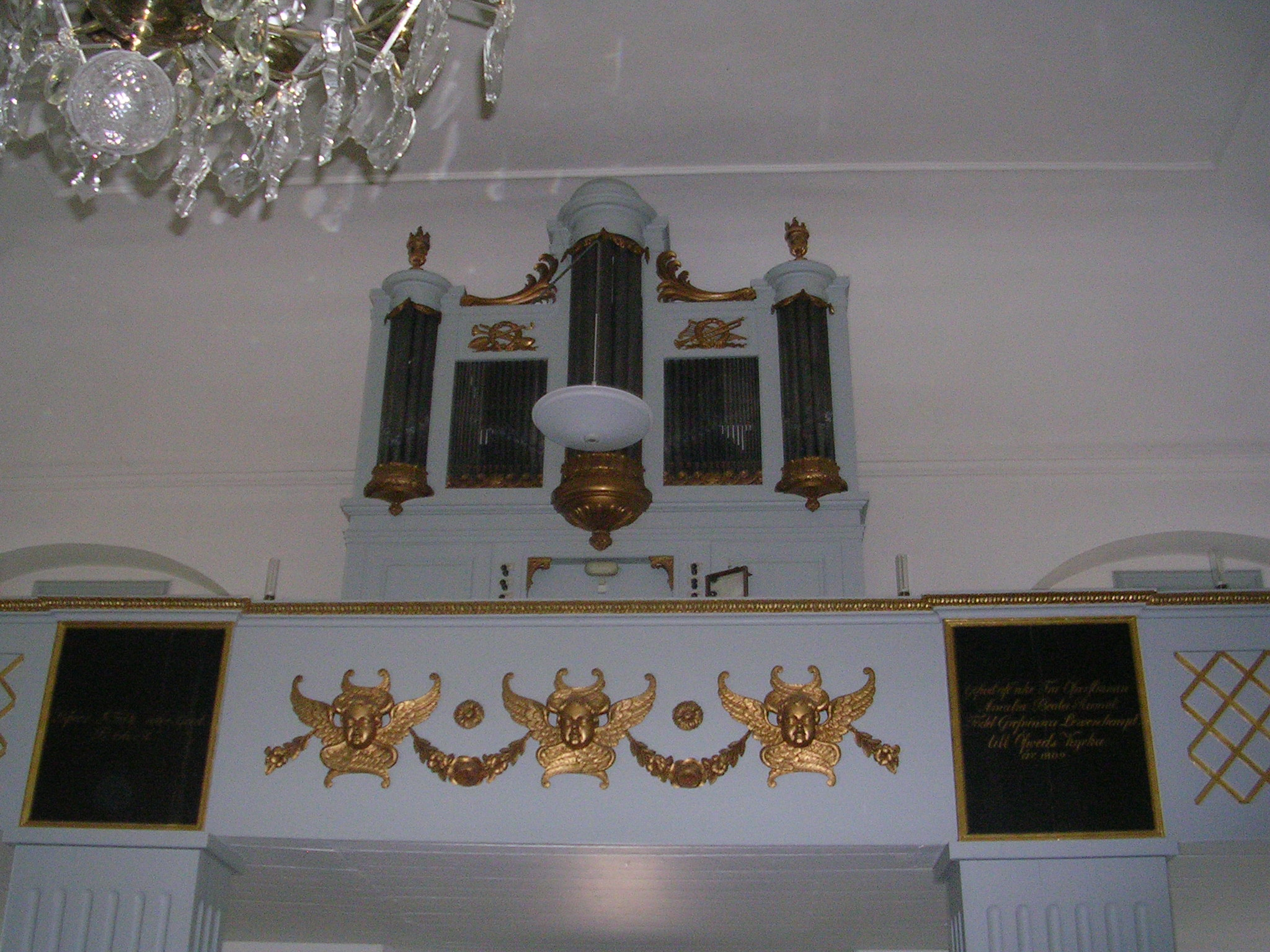
Läktarorgel

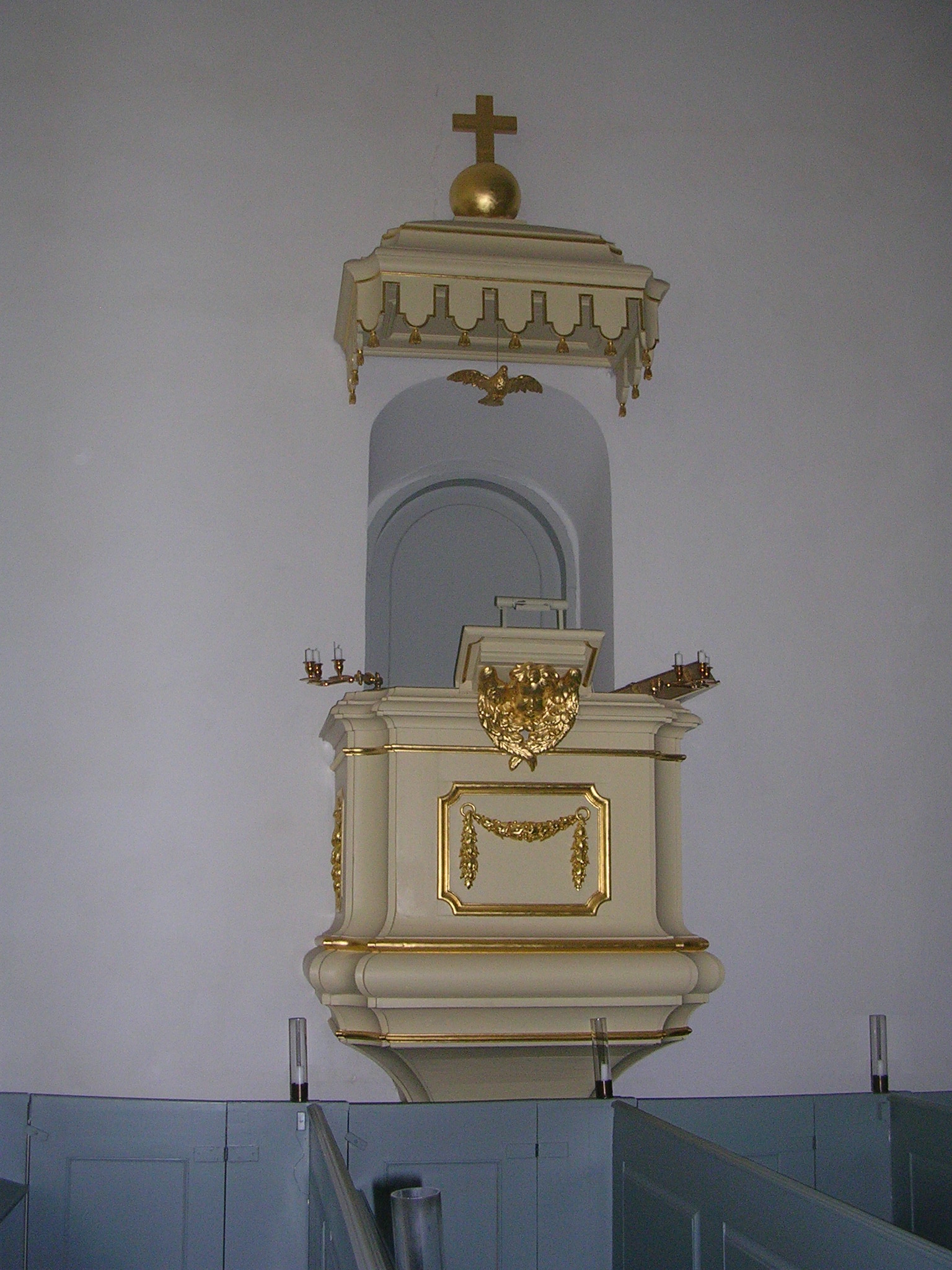
Predikstol

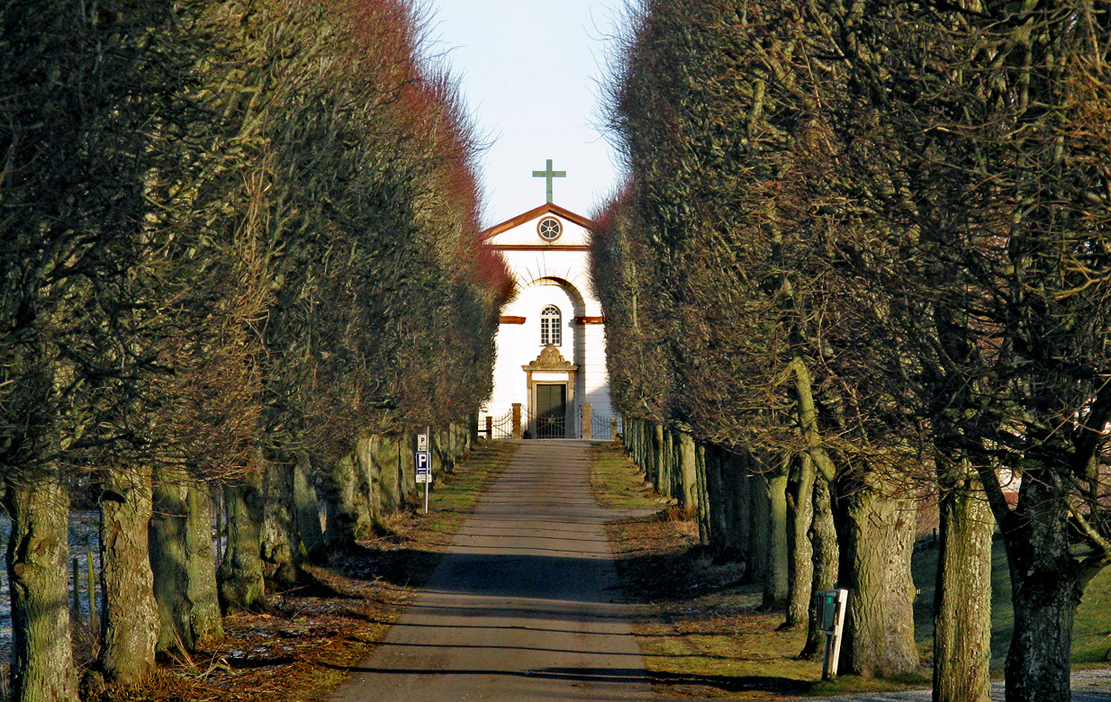
Öveds kyrka ligger i slutet av Öveds kyrkoväg, en 400 meter lång allé.

- 1806: Orgelbyggare Olof Schwan, Stockholm, bygger ett enmanualigt mekaniskt orgelverk med pedal. Alla pipor i fasaden ljudande utom mittpipan i varje turell.

Disposition:
- 1852-1853: Reparation av orgelbyggare Erik Henrik Lysell, Färlöv. Det är tänkbart att han också monterar det nuvarande manualklaveret.

Disposition 1860: (enligt Paulsson)
- Vid okänd tidpunkt, kanske år 1869, har pedalstämman Borduna 16' kopplats till manualmekaniken och gjorts genomgående genom komplettering med omgjorda pipor från Qvintadena 8'.
- 1948: Orgelbyggare Th Frobenius & Co, Lyngby, Danmark[2] renoverar instrumentet: Borduna 16', B, och Fugara 8', B, erhåller nya träpipor för C - f°. Genom sammankoppling med manualtrakturen görs Bordunan spelbar även från manualen. Scharf III ch., vars båda lägsta oktaver saknades, kompletteras med 72 nya pipor. Av den tidigare borttagna Vox virginea 8' skapas, genom utbyte av uppsatser, en Vox humana 8'. Nya registerandrag med nya skyltar insättes. Orgeln stämd i korton.

Disposition:
| Manual                                    | Pedal   |
| Borduna 16’, B/D (B 1948)                 | bihängd |
| Gedackt 8’                                |         |
| Fugara 8’, B (1948) / D (fasad)           |         |
| Principal 4’ (fasad)                      |         |
| Spetsflöjt 4’                             |         |
| Täckflöjt 4’                              |         |
| Oktava 2’                                 |         |
| Scharf III ch. 1’ + 2/3’ + ½’ (1806/1948) |         |
| Trumpet 8’, B/D                           |         |
| Vox humana 8’, D (1948)                   |         |
| Tremulant (1948)                          |         |

## Omgivning
För att komma fram till kyrkan måste man passera en lång allé. Vid kyrkan ligger två tvåvåningshus uppförda 1810 i en stil liknande kyrkans. Förr i tiden var dessa skola och ålderdomshem, men är numera församlingshem respektive det så kallade "Kyrkohuset".